# Santiago Sánchez Sebastián
Santiago Sánchez Sebastián OAR (ur. 25 lipca 1957 w Cortes) – hiszpański duchowny rzymskokatolicki, od 2016 prałat terytorialny Lábrea w Brazylii.

## Życiorys
Święcenia prezbiteratu przyjął 26 lipca 1980 w zakonie augustianów rekolektów. Pracował głównie jako wychowawca w niższych seminariach zakonnych oraz jako mistrz nowicjatu. W 2006 wyjechał do Brazylii i został proboszczem zakonnej parafii w Fortalezy. W 2012 został przeniesiony do klasztoru w Manaus i mianowany delegatem prowincjalnym.
13 kwietnia 2016 został prekonizowany biskupem-prałatem terytorialnym Lábrea. Sakry biskupiej udzielił mu 5 czerwca 2016 abp Sérgio Eduardo Castriani.